# Алекса Вуловић
Алекса Вуловић (Београд, 29. октобра 1992) јесте српско-аустралијски јутјубер, комичар и онлајн забављач. Од почетка каријере, његови видео снимци су често добијали широку пажњу у аустралијским медијима.
У својим видео клиповима је одлазио у Северну Кореју да се ошиша, ишао је у казино након што се појавио обучен у болничку хаљину носећи инфузију током пандемије ковида 19. Велики део његовог рада је направљен у сарадњи са групом комичара The Chaser. Такође је радио са комичарима Aunty Donna. Вуловић је партнер на каналу Boy Boy, заједно са комичаром Алексом Аполоновом који води ЈТ канал I did a thing. Аполонов и Вуловић редовно сарађују на пројектима и појављују се један другом у клиповима. Заједно са Аполоновим, они имају око 7 милиона претплатника, а њихови видео снимци су прегледани више од 761 милион пута.

## Младост
Вуловић је пореклом из Београда. Радио је на докторским студијама међународних односа пре него што је Boy Boyпостао познат. Његова тетка Весна Вуловић преживела је највиши пад без падобрана након што је њен авион експлодирао у ваздуху.

## Boy Boy (2016 – данас)
Вуловић и његов колега комичар Аполонов су 2016. године основали Јутјуб канал Boy Boy. Велики део садржаја усредсређен је на сензационалистичке тврдње које разбијају митове у аустралијским медијима, док се такође користи комедија да би се расветлила питања као што су климатске промене, колонијализам, полицијско насиље и расизам. Велики део садржаја овог новог канала инспирисан је Louis Theroux и The Chaser's War on Everything. Један видео који је произвео овај канал укључивао је Аполонов који је позвао аустралијску антитерористичку линију и пријавио Вуловића да жели да се придружи насилној милитаристичкој организацији која је повезана са насиљем на Блиском истоку.
Због тога што је Вуловић живео у Србији годину дана, Аполонов је 2018. године направио нови канал под називом I Did a Thing, на којем се Вуловић често појављује, иако њих двојица и даље ређе постављају видео снимке на канал Boy Boy.
Заједно Вуловић и Аполонов су сарађивали на бројним пројектима, укључујући монтирање митраљеза на пса-робота, обуку дивљих гуштера да лове бубашвабе у кућама људи, коришћење ракета за садњу дрвећа, ушуњавање на конференцију о продаји оружја и прављење бацача пламена од смећа.

### The Haircut(2017)
Кратки документарни филм под називом The Haircut (2017) био је најуспешнији пројекат у продукцији канала Boy Boy и добио је широку покривеност у аустралијским медијима што би помогло да Вуловић покрене каријеру професионалног комичара. У филму, Вуловић и Аполонов су путовали у Северну Кореју да истраже сумњиве тврдње у аустралијским медијима да су Севернокорејци или били приморани да се шишају као Ким Џонг-ун или да њихова влада наређује које фризуре грађани смеју да носе. Током истраживања, ни Вуловић ни Аполонов нису успели да пронађу доказе који би поткрепили тврдње о фризурама које је одобрила влада и дошли су до закључка да су те приче највероватније лажне. „Када смо почели да испитујемо неке од тих медијских прича, открили смо да многе од њих нису истините. Аполонов је даље описао своје мишљење о односима Аустралије/САД са ДНРК, рекавши да је „Северна Кореја тестирала четири [нуклеарна оружја], и то је веома застрашујуће… али замислите колико је за њих страшно да помисле да су само САД тестирали 1.032 нуклеарне бомбе… Вуловић је имао исти став као колега Аполонов по овом питању. Изјавио је: „оно што је заједничко закону о шишању и свим другим ’невероватним’ причама у самом средишту овог медијског вртлога, јесте да се оне не заснивају ни на чему“.

### The Hooligans(2018)
Да би истражили вести о насиљу међу руским фудбалским хулиганима, Вуловић и Аполонов су заједно отпутовали у Русију да интервјуишу навијаче разних руских фудбалских клубова и уклопили се у групе оптужене за хулиганско насиље. Аполонов је рекао да је његово резоновање за стварање овог кратког документарца било да „Као филмски стваралац никада не бих пропустио прилику да снимим како мог партнера (Вуловића) пребијају у иностранству“.

### Пројекат монолит (2020)
Године 2020, у Јути се појавио мистериозни метални монолит непознатог порекла, назван јутски монолит. Како се све више ових монолита појавило широм света у Енглеској, Румунији и Холандији, Вуловић и Аполонов су се удружили са аустралијском комичарском групом Aunty Donna како би створили сопствени метални монолит који су поставили у Аустралији. Монолит је постављен изван Мелбурна у Аустралији. Aunty Donna је у шали рекла да је њихов монолит и сарадња са I did a thing била промоција њихове предстојеће серије на Нетфликсу.

### Скеч у казину током ковида (2021)
Током пандемије ковида 19, Вуловић и Аполонов су се удружили са групом комичара The Chaser како би направили скеч у којој су покушали да уђу у Стар казино у Сиднеју док су показивали што више симптома ковида да виде да ли ће им бити дозвољено унутра током пандемије. У једном покушају, Вуловић је покушао да уђе у казино обучен у болничко хируршко одело, вукући сталак за инфузију на точковима, док је имао високу температуру. Упркос томе што је особљу казина рекао да је дошао право из оближње болнице, дозвољено му је да уђе у казино где је проводио време коцкајући док је носио белу кошуљу на којој је масним црним словима писало „Имам ковид“. „Када сам се тетурао у болничкој хаљини и капици, прво што су ме питали је да ли имам златну чланску карту Стар казина. Аполонов је пратио Вуловића у казино док је имао вештачки изазвану телесну температуру 48, што је особље детектовало али му је ипак био дозвољен улазак у казино.
Упитани о могућим правним последицама због скеча, Вуловић је одговорио „Нема сврхе да нас туже, већ смо изгубили сву уштеђевину у казину на паузама између снимања“. Вуловић и Аполонов су накнадно добили доживотну забрану уласка у казина којима управља Star Entertainment Group.

### Пајн Геп (2024)
Вуловић, Аполонов и Џордан Шенкс су 6. марта 2024. покушали да уђу у Пајн Геп, америчку обавештајну базу у близини Алис Спрингса. Њих троје су накратко задржани и испитани су на улазној капији након што им је одбијен улазак, а касније су испитани по доласку на аеродром у Сиднеју следећег дана од стране аустралијске федералне полиције. Видео је такође садржао интервју са Доном Мулхерн, чланицом Хришћани против сваког тероризма која је покушала да уђе у објекат 2006. године.